# Guillaume-Frédéric de Nassau-Dietz
Guillaume-Frédéric de Nassau-Dietz (en néerlandais : Willem Frederik van Nassau-Dietz), né le 7 août 1613 à Arnhem et mort le 31 octobre 1664 à Leeuwarden.
Il fut prince de Nassau-Dietz, stathouder de Frise de 1640 à 1664, de Groningue et de Drenthe de 1650 à 1664.

## Biographie
Fils cadet du comte Ernest-Casimir de Nassau-Dietz (1573–1632) et de la duchesse Sophie-Hedwige de Brunswick-Wolfenbüttel (1592–1642), Guillaume-Frédéric appartenait à la sixième branche (Nassau-Dietz), issue de la seconde branche (Nassau-Dillenbourg) de la Maison de Nassau. La lignée de Nassau-Dietz se rattache à la tige ottonienne qui a donné des stathouders à la Flandre, la Frise, La Gueldre, aux Provinces-Unies, un roi à l'Angleterre et l'Écosse en la personne de Guillaume III d'Orange-Nassau, des rois et reines aux Pays-Bas.
Lorsque son frère Henri-Casimir de Nassau-Diez fut tué en 1640, il devint stathouder de Frise (comprenant Groningue et sa région) mais le prince Frédéric-Henri entendait se réserver la Drenthe, ce que Guillaume-Frédéric et sa mère n'acceptaient pas ; toutefois le prince était capable d'une telle violence qu'ils durent non seulement faire bonne contenance, mais également accepter la survivance du titre pour ses fils, faute de quoi Guillaume-Frédéric n'aurait pas même obtenu le privilège, dont bénéficiait son frère, de nommer les magistrats des villes de Frise.
Tant que vécut Frédéric-Henri, Guillaume-Frédéric, dont les pouvoirs en Frise étaient étroitement contrôlés, végéta donc au second plan de la scène politique et militaire. Ensuite il prit le parti du successeur Guillaume II et marqua nettement ses prises de position en ce sens face aux États Généraux en 1650. Il prit la direction de l'expédition contre Amsterdam, mais sa réputation ne souffrit pas de cet échec militaire. Mais Guillaume II venait à peine de mourir que Guillaume-Frédéric s'adressa à la province de Hollande pour proposer ses services aux États Généraux : il espérait ainsi devenir le tuteur du prince Guillaume III qui venait de naître, et obtenir la Capitainerie générale ou l'Amirauté, en quoi il ne réussit pas davantage que le maréchal de Brederode : tout juste obtint-il, à force de menaces contre les Régents des Pays-Bas, le stathoudérat de la Drenthe. Quant au reste, il demeurait chef d'état-major.
Au cours des déchirements du parti orangiste, il joua désormais un double-jeu des plus curieux. Il obtint la main de la cadette de Frédéric-Henri, la princesse Albertine-Agnès d'Orange-Nassau, ce qui rehaussait son prestige tout en le rapprochant de la branche aînée de la Maison de Nassau ; en tant qu'oncle du prince-héritier, il cherchait aussi à devenir l'un de ses tuteurs. Dans le même temps il se montrait complaisant envers les États de Hollande et cultivait l'amitié des frères de Witt, dont il espérait le titre de maréchal laissé vacant par la mort de Brederode, mais il n'y parvint pas davantage qu'à conserver la charge de stathouder de la Province d'Overijssel traditionnellement détenue par les membres du parti orangiste. Il n'avait de pouvoir réel que dans les deux provinces septentrionales, où il ne conserva la charge de stathouder que moyennant des concessions sur l'étendue de ses prérogatives, afin qu'en 1659 on lui en garantisse la survivance pour son fils Henri-Casimir II. Cinq ans plus tard, lors des premiers combats des Provinces contre l'évêque de Münster Christoph Bernhard von Galen, on lui confia le commandement de la modeste armée de l'état, qui s'empara de la forteresse de Diele occupée par les Münsterois. Le succès de l'opération, s'il n'ajouta rien à son prestige, démontra cependant qu'il était désormais le meilleur général des Républicains.
Mais il ne survécut guère à ce succès : dans les derniers jours d'octobre 1664, il se blessa mortellement avec un pistolet qu'il était en train de nettoyer, et s'éteignit le 31 du même mois, laissant derrière lui une réputation mitigée. Son élévation, dix ans auparavant au rang de prince du Saint Empire, comme ses cousins des lignées de Nassau-Hadamar et de Nassau-Siegen, l'avait empêché d'accéder aux fonctions qu'il aurait désiré occuper aux Provinces-Unies.

## Descendance

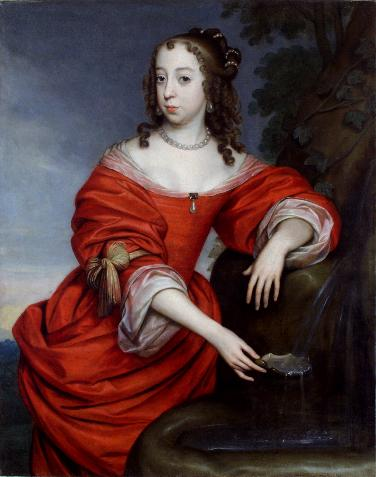
La princesse Albertine-Agnès d'Orange-Nassau.

En 1652, Guillaume-Frédéric de Nassau-Dietz épousa Albertine-Agnès d'Orange-Nassau (1634-1696), fille du stathouder de Hollande Frédéric-Henri d'Orange-Nassau. Trois enfants sont nés de cette union :
- Amélie de Nassau-Dietz (1655-1695), en 1690, elle épousa le duc Jean-Guillaume de Saxe-Eisenach (†1729), mais Amélie meurt peu après son mariage et n'aura aucun enfant ;
- Henri-Casimir II de Nassau-Dietz, prince de Nassau-Dietz ;
- Wilhelmine de Nassau-Dietz (1664-1667).

Guillaume-Frédéric de Nassau-Dietz est l'ascendant de la reine Béatrix des Pays-Bas.

## Sources
- www.genroy.fr